# 石狩郵便局
石狩郵便局（いしかりゆうびんきょく）は北海道石狩市にある郵便局。民営化前の分類では集配普通郵便局であった。

## 概要
住所：〒061-3299 北海道石狩市花川北3条2丁目200番地

## 沿革
- 1904年（明治37年）3月25日 - 花川（はなかわ）郵便局（三等）として開設[1]。
- 19xx年 - 花畔（ばんなぐろ）郵便局に改称。
- 1966年（昭和41年）2月1日 - 生振簡易郵便局の廃止に伴い、取扱事務を承継[2]。
- 1967年（昭和42年）3月20日 - 茨戸郵便局から和文電報配達業務の一部[3]を移管。
- 1970年（昭和45年）7月10日 - 電話交換業務を石狩電報電話局に移管。
- 1981年（昭和56年）11月9日 - 石狩郡石狩町花畔村から同町花川北3条に移転するとともに、特定郵便局から普通郵便局に局種別改定。
- 1982年（昭和57年）5月1日 - 和文電報配達業務を石狩電報電話局に移管。
- 1984年（昭和59年）1月1日 - 南線簡易郵便局の廃止に伴い、取扱事務を承継。
- 1985年（昭和60年）11月23日 - 花畔中簡易郵便局の廃止に伴い、取扱事務を承継。
- 1996年（平成8年）12月2日 - 石狩郵便局に改称[4]。
- 1999年（平成11年） - 外国通貨の両替および旅行小切手の売買に関する業務取扱を開始。
- 2007年（平成19年）10月1日 - 民営化に伴い、併設された郵便事業石狩支店に一部業務を移管。
- 2012年（平成24年）10月1日 - 日本郵便株式会社の発足に伴い、郵便事業石狩支店を石狩郵便局に統合。

## 取扱内容
- 郵便、印紙、ゆうパック、内容証明
- 貯金、為替、振替、振込、国際送金、外貨両替・トラベラーズチェック、国債、投資信託
- 生命保険、バイク自賠責保険、自動車保険、がん保険、引受条件緩和型医療保険
- ゆうちょ銀行ATM
- 石狩市内の一部地域の集配業務：主に石狩市花川、樽川、新港、緑苑台地区[5]、小樽市銭函の4、5丁目（銭函1～3丁目は銭函郵便局が担当）
- ゆうゆう窓口

## 周辺
- 石狩市役所
- 花川中央団地
- 石狩市スポーツ広場
- 国道337号
- 茨戸川

## アクセス
- 北海道中央バス 花川北3条1停留所下車
- 札樽自動車道 新川ICから北へ約8km
- 駐車場あり：12台